# جون إف. ألبرت
جون إف. ألبرت (بالإنجليزية: John F. Albert)‏ هو ضابط أمريكي، ولد في 28 مارس 1915 في روتشستر في الولايات المتحدة، وتوفي في 1 أغسطس 1989.